# Upton (Somerset)
Upton is een civil parish in het bestuurlijke gebied Somerset West and Taunton, in het Engelse graafschap Somerset met 250 inwoners.